# 昭和シェル石油

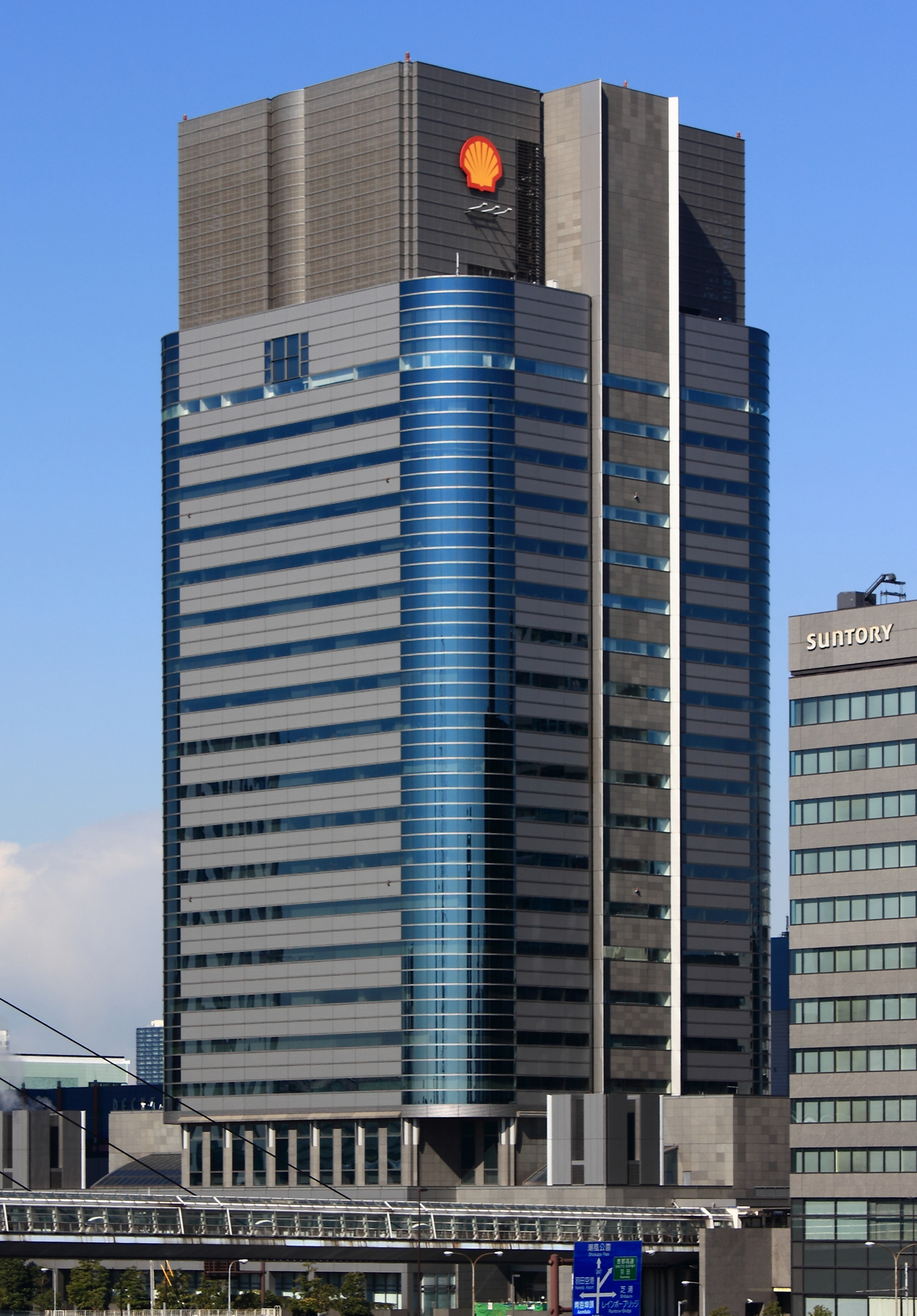
かつての昭和シェル石油時代の本社（台場フロンティアビル）。同ビルには2021年5月までシェルのロゴが掲げられていた。

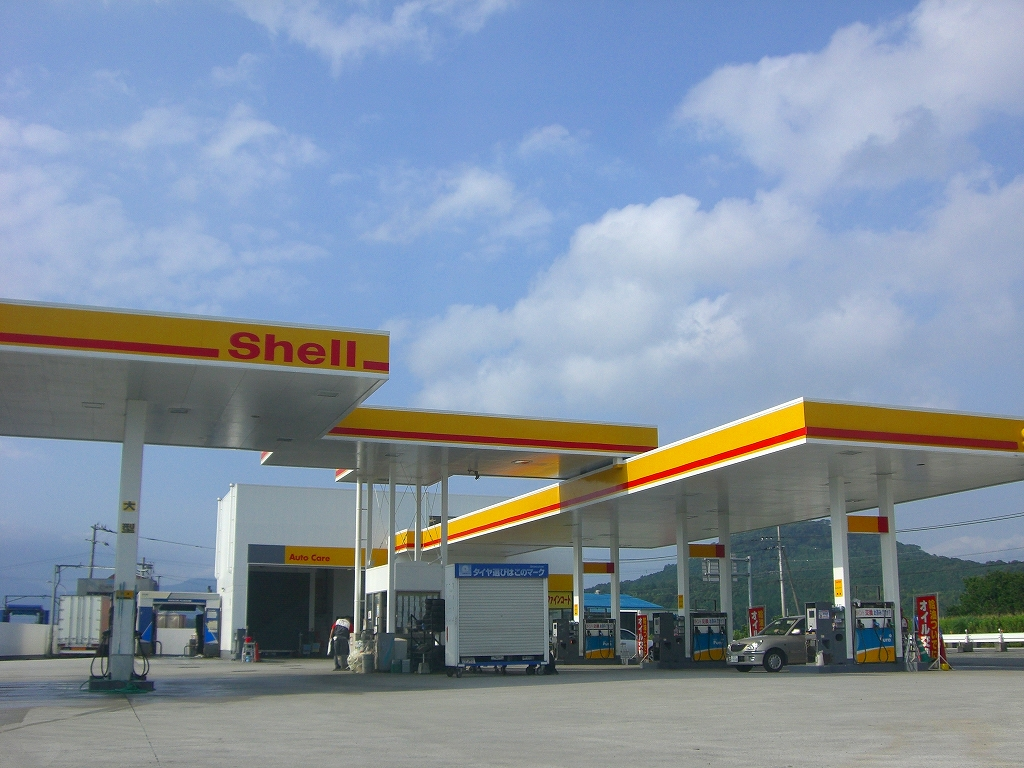
福岡県小郡市の給油所

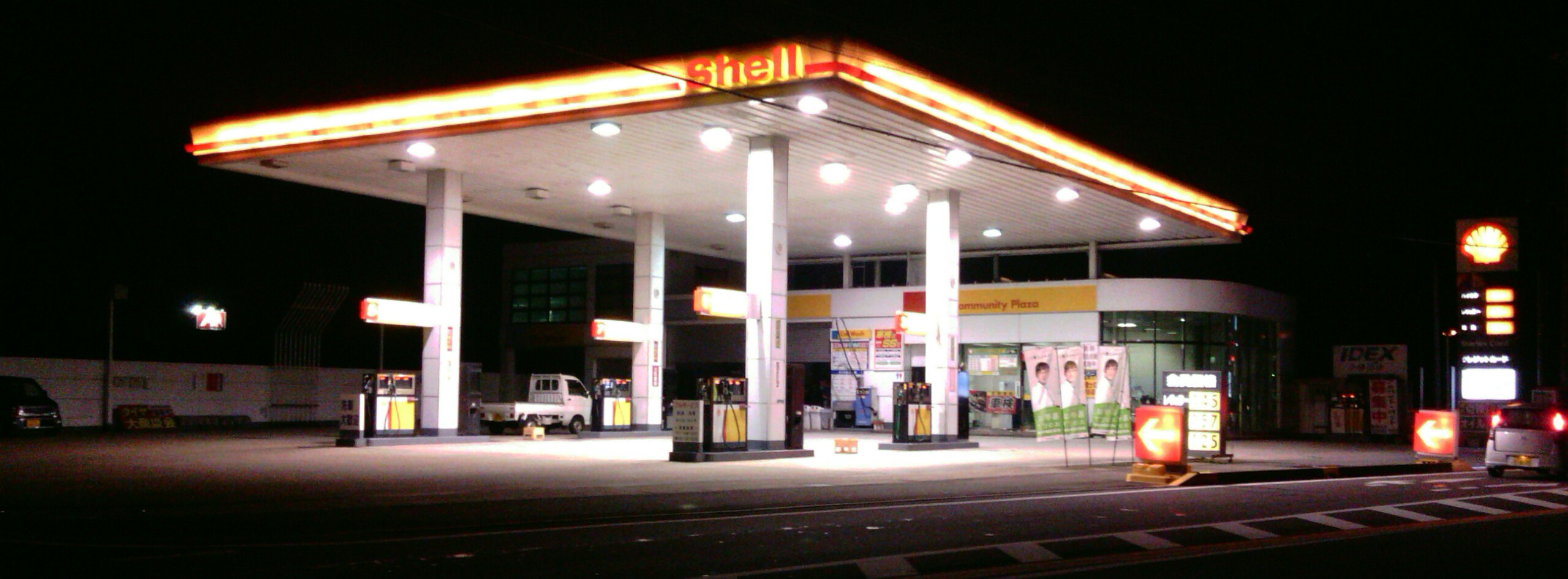
ガソリンスタンドの例（1995年～2012年）

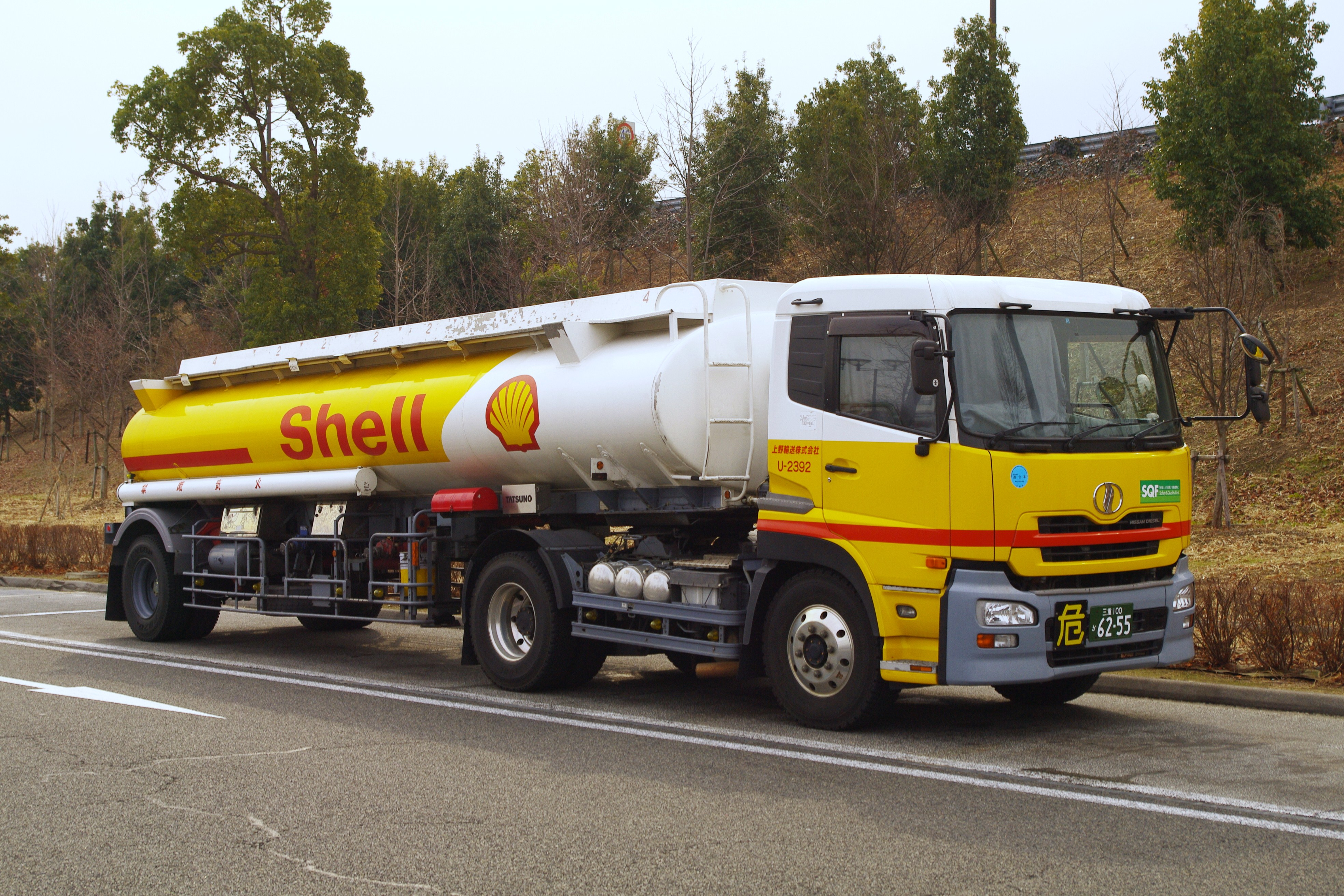
昭和シェル石油カラーのタンクローリー
（上野輸送受託）

昭和シェル石油株式会社（しょうわシェルせきゆ）は、かつて日本で石油元売を営んでいた企業である。2016年（平成28年）12月18日まではイギリスに本拠を置くロイヤル・ダッチ・シェル（現：シェル）傘下のシェル・ペトロリアム (The Shell Petroleum Company Limited) が筆頭株主であった。2019年4月1日に出光興産と経営統合し、事業を出光興産に集約して以降、後述のブランド統合までの間は日本国内で昭和シェル石油が展開していたシェルブランドはシェルからのライセンスにより出光興産が展開した。これに伴い、2020年7月に商号をRSエナジー株式会社に変更した。同年12月に関連会社がシェルグループに異動・譲渡され、法人自体も2025年7月1日に出光興産に吸収合併され、消滅した。
かつて、グループで合計4か所の製油所を保有し、系列のサービスステーションは国内およそ4,900か所で、「Shell」（シェル）とグループのダイヤ昭石等が展開する商業施設等に併設されているセルフ式スタンドの「Fantasista」（ファンタジスタ）がある。このうち「Shell」の看板については「出光」の看板とともに、2021年（令和3年）4月以降「apollostation」（アポロステーション）に一本化される。2023年（令和5年）までに一本化を完了する予定としており、最終的に同年12月に完了した。

## 概要
昭和シェル石油は、石油元売の一つであった昭和石油と、石油製品の輸入・販売業務を行っていたシェル石油が、1985年（昭和60年）1月1日に合併して発足した。旧昭和石油は「富士山マーク」で親しまれており、現在も子会社である昭石化工のマークとして使用されている。
有価証券報告書は、グループの事業を「石油事業」、「エネルギーソリューション事業」、「その他事業」の3分類とし、石油事業が中核事業で平成24年度の売上高はグループ全体の売上高の約96.5パーセントを占めていた。
石油事業の主製品は、ガソリン・軽油・灯油・軽油・重油・ジェット燃料のような各種燃料油や各種潤滑油、アスファルト、ナフサ、液化石油ガスなどで、これら石油製品は子会社の昭和四日市石油および東亜石油に委託し精製するほか、グループの西部石油や日本グリースから購入していた。一般消費者や大口需要家へグループ企業や系列特約店から販売した。ベンゼン・キシレン・プロピレンなどの石油化学製品も製造していたが、これらはシェルグループのシェル ケミカルズ ジャパン（2018年10月に上野グループに売却されオクサリスケミカルズとなった）に販売されていた。
不動産事業の内容は、昭和シェル石油が行うビルなどの不動産の賃貸・管理であり、その他事業の内容は、グループ会社が行う天然ガス火力発電所の運営や太陽電池モジュールの製造販売などであった。

### 太陽光事業
子会社ソーラーフロンティアを中心に太陽光事業を積極的に推進しており、2007年から宮崎工場を稼働させ、2009年の民主党政権による余剰価格買取制度と固定価格買取制度成立を追い風に、2011年に、年間生産能力が単一工場として世界最大級（公称生産能力900メガワット）の国富工場を稼動させるなど、次々と工場を増設、民主党政権が終わり、FIT法が改正され買取額の低下や電力各社による新規買い取り停止が進む中でも、東北工場を新設しCIS薄膜太陽電池の生産を拡大している。

### 出光との経営統合
2015年に出光興産と経営統合をすることを発表したが、出光創業家の反対により統合自体が頓挫していた。2016年12月19日までに公正取引委員会の審査が完了し、同日をもってロイヤル・ダッチ・シェルは議決権所有割合ベースで31.2%の株式を出光興産に譲渡。出光興産が筆頭株主及びその他の関係会社となった。
2018年7月10日に出光興産と経営統合に関する合意書を締結、両社の株主総会で統合が承認され、株式交換による経営統合を実現するとした。
2018年10月16日、2019年4月1日に出光興産を完全親会社とする株式交換による経営統合を行うと発表した。昭和シェル石油の株式は2019年3月27日に上場廃止となった後、同年4月1日に出光興産と昭和シェル石油は経営統合した。
2019年7月1日に、昭和シェル石油の事業を出光興産に継承する会社分割を実施。昭和シェルは人事や法務等の部署を除き全て廃止し、事業を出光に統合した。
2020年2月14日、同年4月1日付で昭和シェル石油と同社のすべての従業員との間の雇用契約に関する権利義務を出光興産に承継させる吸収分割を行うと発表した。
2020年3月9日、シェル・インターナショナル・ペトロリウム・カンパニー・リミテッド（以下シェル・インターナショナル）と出光興産の間でシェルブランドの潤滑油事業の譲渡に関する協議を開始した。同年8月6日にシェル・インターナショナルの関係会社のシェル・オーバーシーズ・ホールディングス・リミテッド（以下シェル・オーバーシーズ）との間で株式譲渡契約を締結した、同年12月30日に譲渡された。
シェルブランドの潤滑油事業は、経営統合以前に昭和シェル石油から分社化されたシェルルブリカンツジャパンが担っていたが、会社分割によりソーラーフロンティアなど他子会社とともに出光興産に親会社が異動していた。
シェル・オーバーシーズ傘下へ異動後のシェルルブリカンツジャパンでは、業務用潤滑油だけでなくガソリンスタンドおよびカー用品店（2022年（令和4年）7月から）で販売される自動車用潤滑油も扱っている。また、シェルルブリカンツジャパンの子会社で潤滑油製品の評価を行うエス・ブイ・シー東京、二輪車用オイルブランドの『シェルアドバンス』などを日本国内で展開するレッドアンドイエローの両社もシェルルブリカンツジャパンとともにシェルグループ傘下へ異動した。
これにより、昭和シェルは実質的に消滅し、1985年の会社発足より36年間（1900年のシェル石油発足を含めると121年間）の歴史に幕を閉じた。ただし法人自体は、RSエナジー株式会社として存続している。
2020年3月16日・17日、出光興産は2021年からガソリンスタンドのブランド統一に着手すると日本経済新聞が報じ、同年6月19日にその概要として、2021年4月より出光とシェルの各ブランドを新ブランド「アポロステーション」（apollostation）に統一、会員カードの共通化を行うと発表された。これにより、日本市場で外資系の石油元売りが展開する有名ガソリンスタンドが消滅するとともに、日本でも長年にわたり親しまれた貝殻マークのシェルのガソリンスタンドは、国内から姿を消すことになった。

## キャッチコピー
経営統合及びトレードネーム「出光昭和シェル」の使用開始後のキャッチコピーは、出光興産と共通で「人は、無限のエネルギー」であった。
トレードネーム使用開始前は、「ずっと走ろう、シェルと走ろう」、「入りたくなるまた来たくなる」などのキャッチコピーを使用していた。また、昭和石油とシェル石油の合併時のキャッチフレーズは、「昭和シェル年」であった。これは合併前日の1984年（昭和59年）12月31日付けの全国紙・地方紙に、合併当日の1985年（昭和60年）1月1日付の日刊燃料油脂新聞に、同年1月4日付の日本工業新聞・日経産業新聞にそれぞれ掲載していた全面広告で使用されたもので、その文字が筆文字で大きくアピールされていた。

## 事業所

### 本社
- 東京都港区台場二丁目3番2号 台場フロンティアビル

出光興産との経営統合から同社の本社集約移転までは、同社の台場オフィスとなっていた。
また、本ビルにはシェルミュージアムが併設されていた（上記本社集約移転に先立ち閉館）。

### 支店
- 北海道支店（北海道札幌市北区）
- 東北支店（宮城県仙台市青葉区）
- 首都圏支店（本社と同じ）
- 関東支店（本社と同じ）
- 中部支店（愛知県名古屋市中村区）
  - 中部支店北陸営業所（新潟県新潟市）
- 近畿支店（大阪府大阪市中央区）
  - 近畿支店四国営業所（香川県高松市）
- 中国支店（広島県広島市中区）
- 九州支店（福岡県福岡市中央区）

### 製油所
- 東亜石油京浜製油所（神奈川県川崎市川崎区）
  - 精製能力 : 6万5000バレル/日
- 昭和四日市石油四日市製油所（三重県四日市市）
  - 精製能力 : 21万バレル/日
- 西部石油山口製油所（山口県山陽小野田市）
  - 精製能力 : 12万バレル/日

そのほか、富士石油からも製品の供給を受けている。

### その他工場
- 横浜事業所（神奈川県横浜市鶴見区、潤滑油工場）
- 神戸事業所（兵庫県神戸市長田区、潤滑油工場）
- 川崎事業所（神奈川県川崎市川崎区、旧川崎製油所（東亜石油・京浜製油所扇町工場）

### 油槽所
- 新潟石油製品輸入基地（新潟県新潟市東区、旧・新潟製油所）
  - 2010年8月31日、旧製油所跡地を活用した1Mw規模の太陽光発電施設「新潟雪国型メガソーラー発電所」の稼働を開始した。日本の石油元売大手が商業用の太陽光発電事業に着手するのは初めて。
- 釧路西港油槽所（北海道釧路市）
- 塩釜油槽所（宮城県塩竈市）
- 佐渡油槽所（新潟県佐渡市）
- 広島油槽所（広島県安芸郡坂町）
- 唐津油槽所（佐賀県唐津市）
- 清水LPG基地（静岡県静岡市清水区）
- 碧南LPG基地（愛知県碧南市）
- 高松アスファルト基地（香川県高松市）

## 沿革

### ライジングサン石油→シェル石油
- 1900年（明治33年）4月11日 - サミュエル商会（シェル・トランスポート&トレーディング・カンパニー）の日本法人としてライジングサン石油株式会社設立。
- 1907年 （明治40年）- サミュエル商会（シェル）、ロイヤル・ダッチと提携しロイヤル・ダッチ・シェルに改称。
- 1948年（昭和23年）10月15日 - シェル石油株式会社に商号変更。

### 昭和石油
- 1942年（昭和17年）8月1日 - 早山石油株式会社、旭石油株式会社、新津石油株式会社が合併し、昭和石油株式会社設立。川崎製油所・新潟製油所・海南製油所発足。
- 1944年（昭和19年）1月 - 海運部門を共同企業株式会社に譲渡。
- 1949年（昭和24年）6月 - ロイヤル・ダッチ・シェルと業務提携。
- 1951年（昭和26年）6月 - ロイヤル・ダッチ・シェルが資本参加。
- 1956年（昭和31年）10月 - 富士興産が海南製油所を買収。
- 1957年（昭和32年）11月 - 昭和四日市石油を設立。
- 1958年（昭和33年）4月 - 海軍燃料廠跡に昭和四日市石油の四日市製油所が操業開始。
- 1964年（昭和39年）6月 - 新潟製油所が新潟地震により炎上し、周辺に延焼する被害が生じた。
- 1967年（昭和42年）12月 - 西部石油と資本提携。
- 1969年（昭和44年）11月 - 西部石油山口製油所が操業開始。
- 1970年（昭和45年）2月26日 - 川崎製油所の原油精製装置から火災が発生[24]。
- 1979年（昭和54年）12月 - 東亜石油に資本参加。

### 昭和シェル石油→RSエナジー
- 1985年（昭和60年）1月1日 - 昭和石油株式会社がシェル石油株式会社を合併し、昭和シェル石油株式会社に商号変更。
- 1987年（昭和62年）1月 - プレミアムガソリン「フォーミュラシェルスーパーX」発売。
- 1996年（平成8年）10月 - 本社を霞が関ビルから台場フロンティアビルに移転。
- 1999年（平成11年）4月 - 新潟製油所廃止。
- 2000年（平成12年）10月 - 川崎製油所の賃貸契約を東亜石油と結ぶ。
- 2004年（平成16年）8月 - ロイヤル・ダッチ・シェルグループが保有する株式の約10%をサウジアラムコに譲渡（翌年5%を追加売却）。
- 2005年（平成17年）
  - 9月27日 - 東亜石油を子会社化。
  - 10月7日 - AOCホールディングスとの資本・業務提携。約7%を出資、AOC傘下の富士石油と石油製品取引契約を締結。
- 2007年（平成19年）10月 - 扇島パワーの起工式を開催。2010年（平成22年）に天然ガス火力発電所が完成。
- 2008年（平成20年）
  - 4月1日 - 帝人ファイバー・三菱商事と合弁でパラキシレンの販売を目的にしたTSアロマテックス株式会社を設立。
  - 7月1日 - 住友商事と共同で液化石油ガス事業統合会社であるエネサンスホールディングスを設立。
- 2010年（平成22年）3月31日 - 扇島パワーの営業運転が開始。
- 2011年（平成23年）9月30日 - 東亜石油京浜製油所扇町工場（旧川崎製油所）を閉鎖し、川崎事業所に再編。
- 2014年（平成26年）12月20日 - 同業大手の出光興産と経営再編について検討開始を発表[25]。
- 2015年（平成27年）7月30日 - 株式の33.3%を出光興産がロイヤル・ダッチ・シェルから1691億円で取得し、出光興産が筆頭株主となることを発表[9][26]。
- 2016年（平成28年）
  - 4月1日 - 一般家庭向け電力自由化解放に伴い、電気事業が始まる。
  - 12月19日 - 株式の31.2%を出光興産がロイヤル・ダッチ・シェルから取得し、出光興産が筆頭株主となる[11][12]。
- 2018年（平成30年）
  - 4月 - 合併に先行して出光と昭和シェルの主要事業を事実上統合。両社から約300人が参加して新組織を立ち上げる。
  - 7月10日 - 出光と経営統合に関する合意書を締結[13]。
  - 10月16日 - 出光と2019年4月1日付で経営統合を行うことを発表[14]。
- 2019年（平成31年・令和元年）
  - 3月27日 - 東京証券取引所第一部上場廃止[14]。
  - 4月1日 - 出光と経営統合を実施。昭和シェルは株式交換により出光の完全子会社となる[14]。
  - 7月1日 - 出光が昭和シェルの全事業を吸収分割する形で継承。
- 2020年（令和2年）
  - 4月1日 - 出光が昭和シェルと同社従業員との間の雇用契約に関する権利義務を承継[16]。
  - 7月3日 - RSエナジー株式会社に商号変更[1]。
  - 10月1日 - シェルブランドSS向けに自動車関連商品や店舗備品を取り扱っていた、旧昭和シェル子会社の株式会社ライジングサンと出光ブランドSS向けに同様の事業を行うアポロリテイリング株式会社が合併、アポロリンク株式会社となる[27]。同時に株式会社ライジングサンの保険事業を出光保険サービス株式会社に移管[28]。
  - 12月23日 - 本社を台場フロンティアビルからOtemachi One タワーに移転[注釈 1]。
  - 12月30日 - シェルルブリカンツジャパン株式会社の株式をシェル・オーバーシーズ・ホールディングス・リミテッドに譲渡[29]。シェルルブリカンツジャパン子会社の株式会社エス・ブイ・シー東京、株式会社レッドアンドイエロー両社も出光傘下からシェルグループに異動した[注釈 3]。これにより、昭和シェルは実質的に消滅し、1985年の会社発足より36年間（1900年のシェル石油発足を含めると121年間）の歴史に幕を閉じた。ただし法人自体は、RSエナジー株式会社として存続している[1]。
- 2021年（令和3年）
  - 4月 - 出光が系列の店舗ブランドを2023年（令和5年）までに順次統一[33]。従来の「出光」「昭和シェル」の両ブランドを新ブランド「apollostation」に統合、旧系列の会員カードの相互利用を可能にする方針[2][34]。共通ポイントに関しても出光の楽天ポイント、昭和シェルのPontaがそれぞれのSS（一部SSを除く）及び「アポロステーション」で使用可能になる[35][36][注釈 4]。エンジンオイルも出光ブランドSSで取り扱われる「ZEPRO」を「apollostation oil」にリブランドし、シェルブランドSSで取り扱われるエンジンオイルは店舗ブランド切り替えをもって従前の「HELIX」[注釈 5]から「apollostation oil」に切り替えとなる[33][注釈 6]。
- 2023年（令和5年）
  - 12月 - 出光のサービスステーションのブランド統一が完了し、シェルの看板を掲げた店舗が消滅[4]。
- 2025年（令和7年）
  - 4月15日 - 親会社である出光興産は経営資源の集約化を目的としたRSエナジーの吸収合併を行うと発表（吸収消滅会社となる）。
  - 7月1日 - 出光興産は吸収合併を実施、それに伴いRSエナジーの法人は消滅。（ライジングサン石油発足から125年の歴史に幕を閉じた。）

## 関係会社
以下各社は、2019年7月1日の会社分割により出光興産の関係会社となった。
- 昭和四日市石油株式会社
- 東亜石油株式会社
- 西部石油株式会社
- 昭和シェル船舶株式会社
- 平和汽船株式会社
- 中川石油株式会社
- 常陽シェル石油販売株式会社
- 中央シェル石油販売株式会社
- 株式会社ペトロスター関西
- 株式会社シェル石油大阪発売所
- 株式会社上燃
- 永瀬石油株式会社
- ジャパンオイルネットワーク株式会社
- 株式会社ジェイ・エル・エス
- 丸紅エネルギー株式会社
- 新潟石油共同備蓄株式会社
- 北海道石油共同備蓄株式会社
- 大分液化ガス共同備蓄株式会社
- 昭石海外石油開発株式会社
- 昭石エンジニアリング株式会社
- 株式会社レッドアンドイエロー - シェルルブリカンツジャパン株式会社の子会社。2020年12月にシェル・オーバーシーズへ譲渡。
- 日本グリース株式会社
- 瀝青化学株式会社
- ソーラーフロンティア株式会社（旧：昭和シェルソーラー株式会社）
- 株式会社エス・ブイ・シー東京 - シェルルブリカンツジャパン株式会社の子会社。2020年12月にシェル・オーバーシーズへ譲渡。
- 昭石化工株式会社
- 鹿島液化ガス共同備蓄株式会社
- 株式会社ライジングサン - 2020年10月にアポロリテイリング株式会社と合併しアポロリンク株式会社となる。
- 京都スカイパーキング株式会社
- 株式会社クレコ
- 株式会社オンサイトパワー
- 株式会社扇島パワー
- 若松ガス株式会社
- 関東礦油株式会社
- リーフエナジー株式会社 - 2021年10月にエスアイエナジー株式会社と合併し出光エナジーソリューションズ株式会社となる。
- TSアロマテックス株式会社
- 株式会社エネサンスホールディングス - 住友商事およびコスモエネルギーホールディングスとのLPG合弁事業（小売）
- 株式会社ダイヤ昭石
- シェル徳発株式会社
- ジクシス株式会社 - 住友商事・コスモエネルギーホールディングスとのLPG合弁事業（元売）

その他に、殺虫剤「バポナ」シリーズなどを取り扱う「シェル化学→シェルジャパン」（現・オクサリスケミカル）があったが、殺虫剤事業は2001年にアース製薬に譲渡して撤退している。

## CM

### テレビCM出演者
- アラン・プロスト（FORMULA Shell Super X 1987年〜1989年迄）
- アイルトン・セナ（FORMULA Shell Super X 1988年〜1992年迄）
- SHOW-YA（1989年）
- ミカ・ハッキネン（1994年）
- 杏里（Xカード）
- 小比類巻かほる（Xカード 1980年代後半）
- 所ジョージ（1994年〜1995年頃）
- shela（2002年、春のXカードキャンペーン）

### 過去の提供番組
- そこ曲がったら、櫻坂?（テレビ東京。関東ローカル）
- 日向坂で会いましょう（テレビ東京系、青森テレビ、テレビ新潟、チューリップテレビ、宮崎放送）
- S-PARK（新潟総合テレビ）
- 直撃!シンソウ坂上（フジテレビ、2019年10月-2020年9月17日）
- 木曜ゴールデンドラマ（読売テレビ・日本テレビ系・初期に旧シェル石油が提供）
- 月曜ドラマランド（フジテレビ系）
- 火曜ワイドスペシャル（フジテレビ系）
- F1グランプリ（フジテレビ系）
- スーパーナイト（フジテレビ系）
- FNNスーパーニュース（フジテレビ系）
- ニュースJAPAN（フジテレビ系）
- スポーツLIFE HERO'S（新潟総合テレビ）
- 徳光のTVコロンブス（テレビ東京系）
- 欅って、書けない?（テレビ東京。関東ローカル）
- ひらがな推し（テレビ東京）
- 所さんの世田谷ベース（BSフジ）
- 高田純次の男・夕焼けまわり道（NRN系）
- メラタデサンデー（FMヨコハマ）[38]